# تیلکیلر
تیلکیلر (به ترکی استانبولی: Tilkiler) یک منطقهٔ مسکونی در ترکیه است که در ماناوگات واقع شده‌است.